# Saint-Julien-le-Pauvre
Saint-Julien-le-Pauvre är en kyrkobyggnad i Paris, invigd åt de heliga Julianus av Le Mans och Julianus av Brioude. Kyrkan är belägen vid Rue Saint-Julien-le-Pauvre i Paris femte arrondissement.

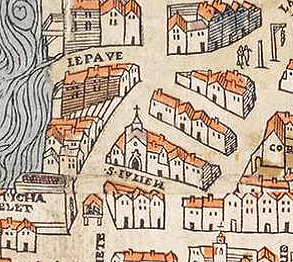
Saint-Julien-le-Pauvre (•S•IVLIEИ). Detalj från Truschets och Hoyaus Paris-karta (1550-talet)